# 墨西哥第一帝國
墨西哥第一帝國（西班牙語：Imperio Mexicano, 發音：[ĩmˈpeɾjo mexiˈcano]）又称墨西哥美洲是墨西哥自新西班牙獨立後建立的政體，其統治期間為1821年至1823年。墨西哥第一帝國的領土大致上繼承了中美洲的新西班牙疆域（包括危地馬拉的舊都）。在軍隊推翻帝制後，墨西哥成立了墨西哥合眾國，但又於墨西哥第二帝國變回帝制。墨西哥第一帝國結束其統治時，現代墨西哥以南的中美洲借機獨立，建立中美洲聯合省。

墨西哥第一帝國的二十四個轄區

## 外部連結
- 墨西哥皇室